# Công ty cổ phần thương mại Nguyễn Kim
Công ty cổ phần thương mại Nguyễn Kim (Siêu thị điện máy Nguyễn Kim) với triết lý kinh doanh "Tất cả cho khách hàng, khách hàng cho tất cả", Thương hiệu số một trong ngành Bán lẻ điện tử tiêu dùng và Trung tâm Thương mại, đạt nhiều giải thưởng trong nước và quốc tế, được người tiêu dùng tin tưởng và đánh giá cao (Theo báo cáo nghiên cứu của AC Nielsen: 99% người tiêu dùng đánh giá Nguyễn Kim là Đơn vị số một trong ngành Bán lẻ Điện tử tiêu dùng).

## Bối cảnh

### Kinh tế Việt Nam
- Việt Nam mở cửa hoàn toàn thị trường bán lẻ

- Việt Nam gia nhập TPP – Tổ chức Đối tác Xuyên Thái Bình Dương.

- Chính phủ quyết tâm tái cơ cấu và phát triển nền kinh tế Việt Nam.

- GDP bình quân đầu người tăng nhanh, Cơ sở hạ tầng được chú trọng phát triển, Tốc độ đô thị hóa cao.

- Nền kinh tế thế giới và Việt Nam sau năm 2011 được dự báo sẽ hồi phục nhanh và mạnh mẽ.

### Thị trường Điện tử
- Sự bùng nổ các sản phẩm công nghệ và nội dung số.

- Tỷ trọng Kênh bán lẻ truyền thống còn cao và đang dịch chuyển mạnh sang Kênh hiện đại.

- Sự phát triển mạnh của Thương mại Điện tử, TV Shopping và nhiều hình thức mua sắm hiện đại khác.

- Sự đòi hỏi của khách hàng về chất lượng phục vụ và cập nhật sản phẩm mới ngày càng tăng.

- Thị phần trong ngành bán lẻ hàng điện tử tiêu dùng đang còn phân mảnh (Đây là cơ hội rất tốt cho Nguyễn Kim phát triển trong giai đoạn này).

## Sứ mệnh
- Cùng đưa thị trường bán lẻ và quyền lợi người tiêu dùng Việt nam ngang bằng với các nước tiên tiến trên thế giới.

- Tạo môi trường phẳng, mở và gắn kết phát triển sự nghiệp với toàn thể thành viên.

- Kết hợp hài hòa giữa phát triển nhanh và bền vững cho mỗi đồng vốn cổ đông.

## Lịch sử

### Năm 1996 - 2000
Khai trương Cửa hàng Điện máy đầu tiên tại Trần Hưng Đạo.
- Nguồn nhân lực của Nguyễn Kim lúc bấy giờ bao gồm các anh chị Nguyễn Văn Kim, Trịnh Anh Tú, Đỗ Đăng Hoàng, Đặng Thị Linh Phượng, Nguyễn Văn Thạnh, Nguyễn Kim Thủy Tiên, Phan Hồng Phúc, Phan Văn Tiến, Hà Thúc Dinh, Trần Huy Cường, Anh Phong, Anh song, Anh Mạnh, Anh Hoàng(XNK), Anh Hiền, Chị Vi là những người tiên phong đầu tiên của Trung tâm Mua Sắm Nguyễn Kim lúc bấy giờ.

- Là cửa hàng đầu tiên và duy nhất kinh doanh hàng chính hãng, bán đúng giá niêm yết.

- Áp dụng chính sách miễn phí giao hàng và lắp đặt tận nhà.

- Đơn vị tiên phong trong việc đầu tư mạnh vào chất lượng phục vụ và đem lại nhiều quyền lợi cho khách hàng.

### Năm 2001 - 2005
Hình thành Trung tâm Bán lẻ Điện máy hiện đại đầu tiên tại Việt Nam với tên là Trung tâm mua sắm Sài Gòn – Nguyễn Kim.
- Trở thành Đơn vị bán lẻ điện máy có doanh số, thị phần và chất lượng phục vụ hàng đầu Việt Nam.

- Lập trang website bán lẻ điện máy đầu tiên tại Việt Nam.

- Là đơn vị đầu tiên tại Việt Nam áp dụng chính sách "Đổi trả hàng miễn phí trong 1 tuần".

- Triển khai các Chương trình Khuyến mãi thường niên lớn "Tuần lễ vàng", "Tài trợ trực tiếp".

- Hình thành kênh bán hàng B2B chuyên biệt.

### Năm 2006 - 2010
Chuyển đổi Mô hình Quản lý và Hoạt động kinh doanh của Công ty.
- Chuyển sang hình thức Công ty Cổ phần.

- Áp dụng Hệ thống Quản trị toàn diện ERP trên toàn Công ty.

- Phát triển từ 1 Trung tâm thành nhiều Trung tâm tại Thành phố Hồ Chí Minh và Hà Nội.

- Hợp tác Chiến lược với tất cả các tập đoàn điện tử.

- Tốc độ tăng trưởng bình quân: 58%/năm (Số 1 - FAST500).